# Sill (geologia)

Sill i dajka

Sill (żyła pokładowa) – intruzja zgodna, powstająca na skutek wciskania się magmy w wąskie szczeliny w skałach równoległe do uławicenia. Zjawiska takie zachodzą zwykle w skałach osadowych. Powstają wtedy cienkie żyły magmowe o dużej rozciągłości, usytuowane pomiędzy dwiema warstwami skalnymi.